# Miklós Rózsa
Miklós Rózsa (Budapest, 18 aprile 1907 – Hollywood, 27 luglio 1995) è stato un compositore ungherese.
È stato uno dei più famosi compositori di colonne sonore cinematografiche. Sue sono le musiche legate a molte delle più grandi produzioni hollywoodiane nel periodo che va dalla metà degli anni quaranta ai primi anni ottanta.

## Biografia

### I primi anni e l'adolescenza
Miklós Rózsa nasce in una famiglia della borghesia ungherese, da padre industriale e da madre insegnante di pianoforte. Sin dalla giovane età viene avviato agli studi musicali dalla madre e già all'età di sei anni era considerato un pianista prodigio. Prima del raggiungimento dei dieci anni inizia l'attività concertistica riscuotendo notevole successo. Completati gli studi decide di iscriversi al Conservatorio di Budapest incontrando però difficoltà in seno alla famiglia. Per seguire il desiderio del padre si trasferisce a Lipsia per studiare chimica, ma ben presto desiste per iscriversi al Conservatorio di questa città. Qui segue un corso completo di studi con Hermann Grabner laureandosi a pieni voti. Si perfeziona poi con Zoltán Kodály e Béla Bartók.

### I primi passi nell'attività di musicista
Nonostante la sua bravura, i primi anni di attività in patria non gli consentono di affermarsi e decide quindi di andare a Parigi dove il fervore dell'attività musicale può dare grandi possibilità di incontro con altri musicisti. La sua decisione si rivela subito indovinata. Egli inizia a comporre musica classica sia in forma solistica sia sinfonica ottenendo subito un grande successo con il Ballet Hungarian. Visti i primi successi, viene invitato a Londra nel 1935 per dirigere il Duke of York's Theatre.
Qui, proseguendo l'attività di direttore d'orchestra e di solista di violino, ha l'opportunità di scrivere altra musica e di incontrare molte persone influenti che faranno la sua fortuna. A Londra, infatti, incontra il regista Jacques Feyder che gli propone di scrivere le musiche per il film L'ultimo treno da Mosca (1937). Rózsa, che non ha alcuna esperienza in questo genere musicale, accetta anche se poco convinto. Il lavoro risulta però migliore di ogni sua più rosea aspettativa e costituisce l'inizio di una carriera che andrà avanti per circa cinquanta anni.

### La sua prima produzione
I primi lavori si riferiscono a commedie che non sono molto consone al modo di sentire dell'autore e risentono, pertanto, di una certa mancanza di ispirazione. Soltanto quando gli proporranno dei film di genere avventuroso, emergerà l'estro e il virtuosismo del grande compositore, che farà assurgere la musica da film alle vette massime della musica immortale. Prima di lui soltanto due autori, Max Steiner e Erich Wolfgang Korngold avevano usato lo stile classico nella musica da film ma non erano riusciti ad elevarla ai livelli ai quali la porterà Miklós Rózsa. Alcuni esempi di questi film sono Le quattro piume (1939) e Il ladro di Bagdad (1940).
Nel 1942 gli vengono commissionate le musiche per il film Il libro della jungla ed egli ne scrive un poema sinfonico dove la voce di ogni animale è abbinata ad uno strumento musicale. Il risultato è entusiasmante e anche per merito delle musiche il film rimarrà un classico del genere.

### Il periodo di Hollywood
Alla vigilia della seconda guerra mondiale, Rózsa, avendo ormai deciso di considerare la scrittura di musiche da film quale sua attività principale, si trasferisce definitivamente negli Stati Uniti. Qui incontra il produttore e regista Billy Wilder che gli darà la possibilità di affermarsi quale uno dei più grandi scrittori di musica per il cinema negli anni d'oro di Hollywood.
Nel corso della collaborazione con Wilder, durata a più riprese per oltre un quarantennio, scriverà per lui le musiche dei film La fiamma del peccato (1944), Giorni perduti (1945) e Fedora (1978).
Durante gli anni quaranta contribuisce al successo del gangster movie e del noir, conquistando un Oscar per le musiche di Io ti salverò (1945) di Alfred Hitchcock. Altri film del genere che ottennero grande successo furono I gangsters (1946), Lo strano amore di Marta Ivers (1946), Forza bruta (1947), La città nuda (1948) e Giungla d'asfalto (1950) di John Huston. Nel 1948 conquista il secondo premio Oscar per il film Doppia vita (1947) diretto da George Cukor.
Nei primi anni cinquanta, il passaggio alla Metro-Goldwyn-Mayer coincide con l'inizio di un decennio d'oro per il kolossal di genere storico, e di conseguenza per la produzione rozsiana. A questo genere appartengono le musiche di Quo vadis (1951), Ivanhoe (1952), Gli avventurieri di Plymouth (1952), Giulio Cesare (1953), I cavalieri della Tavola Rotonda (1953), La regina vergine (1953), La valle dei re (1954), Ben-Hur (1959), che gli fa vincere il terzo premio Oscar, El Cid (1961), Il Re dei Re (1961), Sodoma e Gomorra (1962).
Dopo questo frenetico periodo creativo, il compositore sembra voler tornare alla scrittura dell'amata musica classica e pertanto rallenta la sua produzione di musica per il cinema. Ma nonostante tutto realizzerà ancora le musiche di film importanti quali I berretti verdi (1968), Vita privata di Sherlock Holmes (1970), Providence (1977) e La cruna dell'ago (1981).
Nell'ultimo decennio della sua vita si dedicherà definitivamente alla scrittura di musica classica che, seppure meno conosciuta, costituisce buona parte della sua produzione musicale.
Nel 1984 avviene la prima esecuzione assoluta alla Carnegie Music Hall di Pittsburgh del Concerto per viola e orchestra di sua composizione, diretta da André Previn con Pinchas Zukerman.

## Filmografia parziale

### Compositore
- La contessa Alessandra o L'ultimo treno da Mosca (Knight Without Armour), regia di Jacques Feyder (1937)
- Trappola d'oro (Thunder in the City), regia di Marion Gering (1937)
- Il delatore (The Squeaker), regia di William K. Howard (1937)
- L'avventura di Lady X (The Divorce of Lady X), regia di Tim Whelan (1938)
- Il principe Azim (The Drum), regia di Zoltán Korda (1938)
- Le quattro piume (The Four Feathers), regia di Zoltán Korda (1939)
- La spia in nero (The Spy in Black), regia di Michael Powell (1939)
- Ten Days in Paris, regia di Tim Whelan (1939)
- La notte dell'incendio (On the Night of the Fire), regia di Brian Desmond Hurst (1939)
- Il mistero dell'arsenale (The Arsenal Stadium Mystery), regia di Thorold Dickinson (1939)
- Four Dark Hours (1940)
- Il ladro di Bagdad (The Thief of Bagdad), regia di Ludwig Berger, Michael Powell, Tim Whelan (1940)
- Lady Hamilton (That Hamilton Woman), regia di Alexander Korda (1941)
- Lydia, regia di Julien Duvivier (1941)
- New Wine (1941)
- Inferno nel deserto (Sundown), regia di Henry Hathaway (1941)
- Il libro della jungla (Jungle Book), regia di Zoltán Korda (1942)
- Jacaré (1942)
- I cinque segreti del deserto (Five Graves to Cairo), regia di Billy Wilder (1943)
- Sorelle in armi (1943)
- Sahara (1943)
- The Woman of the Town (1943)
- The Hour Before the Dawn (1944)
- La fiamma del peccato (1944)
- Dark Waters (1944)
- The Man in Half Moon Street (1944)
- Blood on the Sun (1945)
- A Song to Remember (1945)
- Lady on a Train (1945)
- Giorni perduti di Billy Wilder (1945)
- Io ti salverò (Spellbound) di Alfred Hitchcock (1945)
- Because of Him (1946)
- I gangsters (The Killers) di Robert Siodmak (1946)
- Lo strano amore di Marta Ivers (1946)
- La casa rossa (The Red House), regia di Delmer Daves (1947)
- Scheherazade (Song of Scheherazade), regia di Walter Reisch (1947)
- The Macomber Affair (1947)
- The Other Love (1947)
- Desert Fury (1947)
- Forza bruta (1947)
- Dietro la porta chiusa (1948)
- A Woman's Vengeance (1948)
- Doppia vita (1948)
- La città nuda (1948)
- Per te ho ucciso (1948)
- Criss Cross (1948)
- Suprema decisione (1949)
- Corruzione (The Bribe) (1949)
- Madame Bovary (1949)
- I marciapiedi di New York (1949)
- Doppio gioco (1949)
- The Red Danube (1950)
- La costola di Adamo (1950)
- Giungla d'asfalto (1950)
- La rivolta (1950)
- Addio signora Miniver (1950)
- L'immagine meravigliosa (1951)
- Quo vadis (1951)
- Ivanhoe (1952)
- L'immagine meravigliosa (1952)
- Gli avventurieri di Plymouth (1952)
- Furore sulla città (1952)
- Giulio Cesare (1953)
- Storia di tre amori (1953)
- La regina vergine (1953)
- I fratelli senza paura (1953)
- I cavalieri della tavola rotonda (Knights of the Round Table), regia di Richard Thorpe - musiche originali (1953)
- Men of the Fighting Lady (1954)
- La valle dei re (Valley of the Kings), regia di Robert Pirosh (1954)
- Seagulls over Sorrento (1954)
- Green Fire (1954)
- Lord Brummell (Beau Brummell) (1954)
- Il covo dei contrabbandieri (Moonfleet), regia di Fritz Lang (1955)
- The King's Thief (1955)
- Diane (1955)
- Tribute to a Bad Man (1956)
- Sangue misto, regia di George Cukor (1956)
- Brama di vivere, regia di Vincente Minnelli (1956)
- Something of Value (1957)
- The Seventh Sin (1957)
- Tip on a Dead Jockey (1957)
- A Time to Love and a Time to Die (1958)
- La fine del mondo (The World, the Flesh and the Devil) (1959)
- Ben-Hur, regia di William Wyler (1959)
- Il re dei re (1961)
- El Cid, regia di Anthony Mann (1961)
- Sodoma e Gomorra (Sodom and Gomorrah) (1962)
- The V.I.P.s (1963)
- La forza invisibile (The Power), regia di Byron Haskin (1968)
- Berretti verdi (1968)
- Vita privata di Sherlock Holmes (1970)
- The Golden Voyage of Sinbad (1974)
- Providence (1977)
- The Private Files of J. Edgar Hoover (1977)
- Fedora (1978)
- Il segno degli Hannan (1979)
- L'uomo venuto dall'impossibile (1979)
- La cruna dell'ago (1981)
- Il mistero del cadavere scomparso (1982)
- La retata (Dragnet), regia di Tom Mankiewicz (1987)

### Attore
- L'ultimo treno da Mosca (Knight Whitout Armour), regia di Jacques Feyder (1937)
- L'immagine meravigliosa (The Light Touch), regia di Richard Brooks (1952)
- Storia di tre amori (The Jealous Lover), regia di Vincente Minnelli e Gottfried Reinhardt (1953)
- Vita privata di Sherlock Holmes (The Private Life of Sherlock Holmes), regia di Billy Wilder (1970)

## Cronologia delle composizioni classiche

### Musica da camera e sinfonica
- 1927
  - String trio op. 1
- 1928
  - Quintet op. 2
- 1929
  - Rapsodia per violoncello e pianoforte op. 3
  - Variations on hungarian peasant song op. 4
  - North hungarian peasant songs and dances op. 5
- 1930–1993
  - Symphony in 3 movements op. 6a
- 1931
  - Duo op. 7
  - Duo op. 8
- 1932
  - Variations pour piano op. 9
- 1933
  - Bagatelles op. 12
  - Theme variations and finale op. 13
  - Sonata for two violins op. 15
- 1938
  - Three hungarian sketches op. 14
- 1940
  - Five songs for voice and piano op. 16a
- 1943
  - Concerto for string Orchestra op. 17
- 1945
  - Hungarian serenade op. 25
- 1946
  - A madrigal of spring op. 18b
  - Kaleidoscope op. 19
  - Kaleidoscope, 6 short pieces for small Orchestra op. 19a
  - To everything there is a season op. 21
- 1948
  - Sonata op. 20
- 1950
  - String quartet n. 1 op. 22
- 1951
  - Sonatina for clarinet solo op. 27
- 1952
  - The vintner's daughter op. 23
  - The vintner's daughter 12 variations on a french folksong op. 23a
- 1953
  - Violin concerto op. 24
- 1958
  - Three hungarian sketches op. 14a
- 1963
  - Ouverture to a Symphony Concert op. 26a
  - Tema con variazioni op. 29a
- 1964
  - Notturno ungherese op. 28
  - Sinfonia concertante op. 29
- 1966
  - Theme variations and finale op. 13a
- 1967
  - The vanities of life op. 30
  - Pianoforte concerto op. 31
- 1971
  - Cello concerto op. 32
- 1972
  - Tripartita per orchestra op. 33
  - The Lord is my Shepherd op. 34
- 1975
  - Three chinese poems op. 35
- 1977
  - Toccata capricciosa for cello op. 36
- 1981
  - String quartet n. 2 op. 38
- 1982
  - Viola concerto op. 37
- 1983
  - Sonata for flute solo op. 39
- 1986
  - Sonata for violin solo op. 40
  - Sonata for clarinet solo op. 41
  - Sonata for guitar op. 42
- 1987
  - Sonata for oboe solo op. 43
- 1988
  - Introduction and allegro for viola solo op. 44

### Trascrizioni sinfoniche di colonne sonore
- 1940
  - The thief of Bagdad suite
- 1941
  - Lady Hamilton love theme
  - Lydia - Love theme and waltz
- 1942
  - Jungle book suite for narrator and orchestra
  - Lullaby from The jungle book
- 1944
  - Double indemnity suite
- 1945
  - The lost weekend suite
- 1946
  - Spellbound concerto for piano and orchestra
  - Spellbound concerto - Orchestral version
- 1947
  - The red house suite
- 1948
  - Mark Hellinger suite
  - The Madame Bovary suite
- 1951
  - Quo vadis suite
- 1956
  - Lust for life suite
- 1959
  - Ben-Hur suite
- 1963
  - El Cid suite